# 三国志
三国志（さんごくし、三國志）は、中国の後漢末期から三国時代にかけて群雄割拠していた時代（180年頃 - 280年頃）の約100年に亘る興亡史であり、蜀・魏・呉の三国が争覇した三国時代の歴史を述べた歴史書でもある。著者は蜀の元役人で、西晋の陳寿（233年 - 297年）（詳しくは『三国志 (歴史書)』を参照）。

## 概要
後世、歴史書の『三国志』やその他の民間伝承を基として唐・宋・元の時代にかけてこれら三国時代の三国の争覇を基とした説話が好まれ、その説話を基として明の初期に羅貫中らの手により、『三国志演義』として成立した。
「三国志」の世界は『三国志演義』を基としてその後も発展を続け、日本だけでなく、世界中に広まった。

### 「三国志」と「三国志演義」の違い
単に『三国志』と言う場合、本来は陳寿が記した史書のことを指す。対して『三国志演義』とは、明代にまとめられた歴史小説である。歴史書『三国志』は 魏を正統としているのに対し、『演義』では蜀漢を正統としており、それぞれの正統観に最も大きな違いが見られる。
『演義』の序文には「歴史における「義」の重要性にも拘らず、それが通俗性に欠けるために、分かりにくい」という問題の指摘から始まり、その上で『三国志平話』などの「評話」は誤りが多く君子が嫌ったため、陳寿の『三国志』を中心に事実を描くが、難しくないものを目指し、読者への普及を願ったと記述している。すなわち、『三国志』そのものは難しいので、通俗性を高めて「義」を「演」繹する、すなわち押し広めることを目的としたのである。
清代中期の史家、章学誠は『演義』を「七割の実事に三分の虚構」と評し、多くの史実に基づいてる事を表現した。『演義』と合わせて「四大奇書」に括られる『西遊記』『水滸伝』『金瓶梅』がほとんど白話（口語）で書かれているのに対して、『演義』は文語で書かれている部分も多い。これは『三国志』や『資治通鑑』などの史書からの引用が多いためである。それでも『演義』が小説である以上、虚構により創作した物語の面白さや表現の巧みさは『演義』の文学性の中心におかれ、三割といわれる虚構は、多くは蜀漢のため、なかでも「智絶」諸葛亮の知恵と「義絶」関羽の義を表現するために用いられる。

## 受容と流行

### 中国における「三国志」観

#### 歴史書『三国志』の受容
『三国志』は、信頼性の乏しい情報を極力排して簡朴明解な記述を行ったため、「質直さにおいて司馬相如を超える文章」（「陳寿伝」に載せる范頵の上表）「人物評価に見るべきものがあり、記事は公正正確なものが多い」（裴松之「上三国志注表」）などの高い評価を受けた。しかし南朝宋の裴松之がその簡潔すぎる記述を惜しみ、当時存在した諸種の文献を引用し注釈を作成した。『三国志』とこの裴注、また『後漢書』、『晋書』、『華陽国志』、『世説新語』などに散見する三国時代の記述が三国志の史実世界を構成している。
『三国志』の戦乱と激動の記録は後世、特に唐宋の文人の詩想を大いに刺激した。『三国志』をモチーフにした詩詞としては杜甫「蜀相」、杜牧「赤壁」、蘇軾「赤壁賦」、陸游「書憤」などが特に名高い。また、西晋の左思（252～307）の『三都賦』が魏・呉・蜀それぞれの都の繁栄のさまを活写したと評価が高く人々が争って書き写そうとしたため（当時、印刷はまだなく手で書き写すしかなかった）紙が高騰し「洛陽の紙価を高からしむ」の故事が生まれた。
三国はそれぞれ正統性を主張したが、魏が蜀を滅ぼした後、魏から禅譲を受けるという形で司馬炎が建てた晋（西晋）によって、魏が正統であるとされたが、南北朝時代に入り、晋が全国政権ではなくなると（東晋）、習鑿歯が蜀漢正統論を唱え、次第に注目されるようになった。宋代には「三国のうちどの国が正統であるか」という、いわゆる「正閏論」が盛んになり、司馬光（『資治通鑑』）・欧陽脩（『明正統論』）・蘇軾（『正統弁論』）らは中国の過半を支配した実情から魏を正統とした。しかし、「正統」を決めようすること自体が現実的側面よりは観念的・倫理的な側面の強い議論であり、結局は観念論に基づいた朱子の蜀漢正統論（『通鑑綱目』）が主流となっていった。この歴史観は朱子学の流布と共に知識人階層に広まり、劉備を善玉とする『三国志演義』の基本設定に一定の影響を与えた。
清代に考証学が盛んになると、王鳴盛『十七史商榷』・趙翼『二十二史箚記』・銭大昕『二十二史考異』・楊晨『三国会要』など多くの研究が著された。これら考証学の成果は民国に入って盧弼『三国志集解』によって集大成された。また、三国志時代の社会経済等については、同じく民国の陶元珍の『三国食貨志』（上海商務印書館　1934年）がある。

#### 『三国志演義』・大衆文化の受容
『三国志演義』は通俗歴史小説の先駆となり、これ以後に成立する『東周列国志』『隋唐演義』『楊家将演義』などに大きな影響を与えている。『三国志演義』自体の続編としては晋代を舞台にした酉陽野史『続編三国志』がある。また民国に入って、周大荒が蜀漢が天下を統一するように改作した『反三国志』（卿雲書局 1930年）というパロディ小説がある。
『三国志演義』は、手軽に手に入り読むことができ、また戦略の成功・失敗例が明解に描かれているため、いわば「素人向け兵法書」としても重宝された。張献忠・李自成・洪秀全らが農民反乱を起こした際、軍事の素人である彼らは『三国志演義』を「唯一の秘書」としたと言われる（黄人『小説小話』）。毛沢東も『三国志演義』や『水滸伝』を子供時代から愛読しており、そこから兵法を学んだとされる。また初期清朝は、満洲旗人達の教育に有用な漢籍を「官書」として満洲語訳したが、『三国志演義』も順治7年にダハイによって訳されて読まれていた。ヨーロッパに渡った三国志も満洲語訳をフランス語に翻訳したものであった。近年の奇書として成君億『水煮三国』（中信　2003年）がある。これは三国志の人物を現代世界に登場させ、ビジネス戦争を勝ち抜いていくというパロディ小説であり、未曾有の経済発展を続ける現代中国において『三国志演義』はビジネスという群雄割拠の戦乱を勝ち抜く兵法書とみなされた。
三国志の物語の母体となったのは説話や雑劇、すなわち講唱文芸や演劇などの民間芸能であるが、これらは『三国志演義』という完成品を生み出した後も引き続き発展し続ける。演劇では京劇・川劇・越劇など、講唱文芸では子弟書・鼓詞・弾詞などで今も三国志は主要ジャンルの一つであり、また三国志の登場人物に関する民間伝説も多く生まれ、近年民俗資料として収集が進んでいる。これらの中には『三国志演義』とは違ったエピソードが語られているものも多くある。
現代の大衆文化としては、児童向けの『連環図画三国志』（上海世界書局 1927年）があり、実写ドラマとして『三国志 諸葛孔明』（湖北電視台 1985年）『三国志』（中国中央電視台 1990年）などがある。また近年は日本のゲーム・漫画市場における三国志ブームが逆輸入されて、日本の作品を模倣して三国志の漫画・ゲームなどが制作されている。
その他、中国国内での経済的意欲の高まりと共に三国志をテーマにした観光ビジネスの展開が各地で進み、ゆかりの地は『三国史跡』として巨大な石像や、有名な場面を再現した記念施設が整備され、観光名所となっている。

### 日本における「三国志」観

#### 正史『三国志』の受容
日本に正史『三国志』が伝来した正確な時期は判明していない。
養老4年（720年）に成立した『日本書紀』神功皇后紀には、自注として『魏志』東夷伝の卑弥呼・台与の記述が引用されている。天平宝字4年（760年）に成立した『藤氏家伝』大織冠伝には、蘇我入鹿の政を「董卓の暴慢既に國に行なはる」と批判する記述があり、すでに董卓の奸臣としてのイメージが形成されていたことが窺われる。天平宝字4年、淳仁天皇は舎人6人を大宰府に遣わして、吉備真備の下で「諸葛亮八陳」「孫子九地」といった陣法を修得させている。
『続日本紀』巻30の神護景雲3年（769年）10月10日の条に称徳天皇が「府庫は但だ五経を蓄えるのみ、未だ三史（『史記』・『漢書』・『後漢書』）の正本有らず。渉猟の人、其の道広からず。伏して乞うらくは、列代諸史、各一本を給わりて管内に伝習し、以て学業を興さん」という大宰府の請に応じて『史記』『漢書』『後漢書』を下賜している。これらの史書が日本国内に普及する過程を示す一例である。
藤原佐世が撰述した平安初期の漢籍目録『日本国見在書目録』には、当時の日本に存在した後漢時代の史料として『東観漢記』『後漢書』『三国志』『後漢紀』『帝王世紀』を挙げる。また、平安末期の藤原通憲（信西）の『通憲入道蔵書目録』には「『魏呉蜀志』二十帖」があり、藤原頼長は読了した漢籍として「『三国志』帝紀十巻」を挙げている。
鎌倉時代には、『太平記』や『義経記』などの中に「水魚の交わり」を踏まえた記述が見られるなど、武家政権を背景に本格的に受容される。たとえば『太平記』巻20「斉藤七郎入道々献占義貞夢事付孔明仲達事」（西源院本の事書）には、大蛇に変身する夢を見た新田義貞が吉夢であると喜ぶが、斉藤道献は密かに大蛇を「臥竜」諸葛孔明の奮闘と無念の死に重ね合わせ、燈明寺畷での義貞の戦死を予感するという描写がある。この物語は、曹操・劉備存命中に五丈原の役が起こるなど、正史や『演義』と異同がある上に、孔明の出廬の場面も潤色されている。
中世以降、五山の学僧や江戸の漢学者は、主に朱子学に基づき『三国志』の人物を論評した。たとえば諸葛亮が「王佐の才」を有するか否かについて、鵜飼石斎は肯定しているが、伊藤仁斎は否定した。伊藤東涯は仁斎の論を踏襲しながらも、仁斎のような否定論は少ない。また、林鵞峰以降、江戸期の漢詩の題材としても三国志の人物が好まれ、特に関羽と諸葛亮が「至忠の烈臣」として讃えられた。明治期の土井晩翠の新体詩「星落秋風五丈原」（明治32年（1899年）『天地有情』所収）も、この伝統を踏まえたものであるが、他の「忠義」に凝り固まった諸葛亮像とは一線を画すものであった。
明治以降の正史に基づいた史伝で、内藤湖南『諸葛武侯』（東華堂、1897年）、吉川幸次郎『三国志実録』（筑摩書房、1962年）がある。陳舜臣『秘本三国志』（文藝春秋、1974年。中公文庫ほかで再刊）などの小説の一部には、正史『三国志』の記述が取り入れられている。また高度成長期のビジネス競争の過熱の中で、「競争を生き抜く知恵」や「企業のリーダー像の見本」として、しばしば『孫子』などと共に引き合いに出され、「正史『三国志』に学べ」としたビジネス書が数多く刊行された。しかし、後述する吉川英治『三国志』などの急速な普及により、『三国志』といえば『演義』の物語を指すのが通常であった。
そうした状況は、井波律子・今鷹真・小南一郎による完訳版『世界古典文学全集24 三国志』（全3巻、筑摩書房 1977年 - 1989年／改訂版 ちくま学芸文庫、全8巻、1993年）の普及により一変した。幅広い世代の三国志愛好家が正史『三国志』を読めるようになったことで、多くの読者が「『演義』による固定化されたイメージ」に疑問を持つようになったのである。これ以降、正史『三国志』を基礎とした解説書が多数出版され、漫画やゲームなどにも正史『三国志』を基にした作品が現れるようになった。
『呉下の阿蒙』『三顧の礼』など、三国志の有名なエピソードが故事成語となっている。

#### 白話小説『三国志演義』・大衆文化の受容
日本に『三国志演義』が伝来した時期も確定していないが、少なくとも中世期において『演義』が披見された可能性は低いとされる。その理由として、江戸時代の詩文などに『演義』の影響を受けたものが散見されるなど、『演義』受容の記録が近世初期から増加していることが挙げられる。たとえば林羅山は慶長9年（1604年）までに『通俗演義三国志』を読了した。また、元和2年（1616年）に徳川家康の遺志により駿府の文庫から水戸藩・尾張藩へ移された書籍の内に『演義』があった。貝原益軒の兵法書『武訓』の中では、曹操を「足利高氏と並ぶ極悪人」とする一方で、諸葛亮を「楠木正成と並ぶ忠臣」としていることから、曹操・諸葛亮の位置づけが『演義』の歴史観に基づいて定められていることが分かる。
『演義』の日本語訳は、元禄2年（1689年） - 5年（1692年）に刊行された湖南文山（『大観随筆』によれば天龍寺の僧義轍および月堂の筆名）『通俗三国志』を嚆矢とする。外国小説では日本語版初の完訳で、満州語版に次ぎ2番目の外国語訳『演義』でもあった。なお、同書は現在知られている『演義』ではなく、それよりも古い形態とされる李卓吾評本系を底本にしたと考えられている。訳文については評価が分かれるが、同書は長年にわたり再刊を重ねるなど、通俗小説受容が本格化する契機となった。中でも葛飾戴斗（葛飾北斎の弟子）の錦絵を付した池田東雛亭編『絵本通俗三国志』（天保7年（1836年） - 天明12年（1841年）刊）が人気を博した。明治期には幸田露伴『新訂通俗三国志』（東亜堂書房 1911年）、久保天随『新訳演義三国志』（至誠堂 1912年）が名高く、その後も諸種の訳が出版された。
なお、昭和後期から平成にかけ出版された主な訳本には、小川環樹・金田純一郎『三国志』（岩波文庫 （改版全8巻、1988年）、立間祥介『三国志演義』（平凡社、初版1958年／角川ソフィア文庫 全4巻、2019年）、井波律子『三国志演義』（ちくま文庫 全7巻、2002-2003年／講談社学術文庫 全4巻、2014年）、渡辺精一『新訳三国志』（全3巻：天・地・人の巻、講談社、2000年）がある。
演劇においても、江戸前期より三国志が題材として取り上げられた。17世紀の寛文・延宝年間（1670年 - 1681年）には浄瑠璃『通俗傾城三国志』が上演され、宝永6年（1709年）には歌舞伎で『三国志』が上演されている。『通俗三国志』の刊行以降は一層普及し、文化8年（1811年）初演「助六由縁江戸桜」に「『通俗三国志』の利者関羽」という台詞が出る。また万延元年初演「三人吉三廓初買」では「桃園ならぬ塀越しの、梅の下にて」義兄弟の契りを結ぶ場面がある。また元文2年初演の作品に「関羽」というそのものずばりの題名もある。昭和後期は市川猿之助のスーパー歌舞伎『新・三国志』がある。また、弘前ねぷたや青森ねぶたに代表される青森県内一円で行われるねぶた祭りでは、『水滸伝』や『漢楚軍談』と共に『三国志演義』の登場人物を題材にした山車が出されるなど、日本国内での祭にも取り入れられている。
洒落本は、夢中楽介の『通人三国師』（天明元年（1781年）刊がある。劉備が吉原で料亭を営むところに借金を抱えた孔明が転がり込み、さらに仲達が押し掛けるが孔明の計略で撃退される、という筋立てである。このような三国志のパロディは、文人のみならず読者層にも三国志の物語が広く敷衍していたことを示すもので、江戸人の『演義』読解への熱意を見出す見解がある。
曲亭馬琴は羅貫中らを崇敬、自身を彼らになぞらえ、読本の表現手法において『演義』に負うところが大きい。その一方で、随筆においては関羽に対する辛辣なコメントを残している。
戦国の人物を三国志の登場人物になぞらえることも行われ、竹中半兵衛は諸葛亮に擬せられ、豊臣秀吉・徳川家康は諸葛亮の智謀・関羽の勇を兼備した武将と評された。また、琉球王国の三山時代も三国志に例えられ「琉球三国志」と呼ばれることもある。
明治以降は『三国志演義』をもとにした時代小説も多く現れるようになり、児童向けの野村愛正『三国志物語』（大日本雄弁会講談社、1940年）などがある。また、劉備に忠義を尽くす諸葛亮の姿が教科書に登場した。
戦後の三国志ブームの礎となったのは、新聞小説として『台湾日日新報』などに連載された吉川英治『三国志』である。吉川は現行の『演義』のみならず、湖南文山の『通俗三国志』を参照したとされ、戦闘シーンなどの冗長な描写を省き、人物像にも独自の解釈を取り入れた。たとえば、中国人と日本人との感性の差を考慮し、日本人にとって受け入れがたいエピソードに作者のコメントを寄せるなどの改変を行っているほか、それまで単なる悪役扱いだった曹操を「人間味あふれる乱世の風雲児」として鮮やかに描いている。いわば吉川三国志は、『演義』受容の歴史と高水準の研究とを土台としているところに特徴がある。こうして吉川三国志は「格調高い歴史文学」として評価され、日本での事実上の底本（定番本）となっている。単行本の初版は、1948年に大日本雄弁会講談社で刊行され、1956年に六興出版で刊行された。近年は講談社文庫・新潮文庫ほかで新版再刊されている。
吉川作品以後は、柴田錬三郎『三国志』（鱒書房 1955年）、『柴錬三国志 英雄ここにあり』（講談社 1975年）、『柴錬三国志 英雄生きるべきか死すべきか』（講談社 1977年）、陳舜臣『秘本三国志』（文藝春秋 1974年／中公文庫、2009年）、『諸葛孔明』『曹操』『曹操残夢　魏の曹一族』（各 中央公論社、1991年・1998年・2005年、のち中公文庫）、北方謙三『三国志』（角川春樹事務所、1996年-1998年、のちハルキ文庫）、安能務『三国演義』（講談社 全6巻、1999年、のち講談社文庫）、宮城谷昌光『三国志』（文藝春秋 全12巻、2004年-2013年、のち文春文庫）を代表とする「三国志」小説が次々と登場する。ただしこれらの作品のうち、陳・北方・宮城谷らの小説は『演義』ではなく正史『三国志』を基にしている。
昭和後期以降でのメディア展開作品は、吉川三国志を基調に、大河漫画化した横山光輝『三国志』、NHKで放送された『人形劇 三国志』などが高い評価を受けた。また、コーエー（当時光栄）のシミュレーションゲームソフト『三國志シリーズ』がヒット作品となっている。
高度成長期のビジネス競争の過熱の中で、「競争を生き抜く知恵」や「企業のリーダー像の見本」として、『孫子』などともに『三国志演義』もしばしば引き合いに出され、「『演義』に学べ」としたビジネス書が多数刊行された。
以降も、ゲーム・漫画（アニメ化も）において、コーエーのタクティカルアクションゲームソフト『真・三國無双シリーズ』、原作・原案李學仁、漫画王欣太による漫画『蒼天航路』などの作品が生まれ、爆発的な三国志ブームが起き、三国志はジャンルの一つとして定着する。そしてそれら三国志を題材にした作品は、必ずしも正史『三国志』あるいは『演義』に忠実な作品ではなく、大きく改変が加えられているものも多い。また、架空の設定で作られているものや、あるいは基になっている人物設定を大きく換えているものなど、多種多様な作品が存在している。

## 派生した作品
Category:三国志を題材とした作品を参照。